# Dicranota xanthosoma
Dicranota (Rhaphidolabis) xanthosoma là một loài ruồi trong họ Pediciidae. Chúng phân bố ở vùng sinh thái Nearctic.